# Liliana Heer
Liliana Heer (* 1943 in Esperanza (Santa Fe), Departamento Las Colonias) ist eine argentinische Psychoanalytikerin und Schriftstellerin.
Nach Absolvierung ihres Schulbesuchs in ihrer Heimatstadt begann Heer an der Universidad Nacional del Litoral (Santa Fe) u. a. Psychoanalyse und Psychologie zu studieren. Nach erfolgreichem Abschluss bekam sie eine Anstellung als Assistentin an der Universidad de Belgrano (Buenos Aires). Bereits im darauffolgenden Jahr folgte sie einem Ruf an die Universidad de Buenos Aires und wirkte dort bis 1979 als Dozentin.
Als Mitglied der Sociedad de Escritoras y Escritores de la Argentina (SEA) wählte man Heer 2001 zur Generalsekretärin und sie hatte dieses Amt bis 2003 inne.

## Ehrungen
- 1984 Premio Boris Vian für ihren Roman „Bloyd“.

## Werke (Auswahl)
Erzählungen
- Dejarse llvar. 1980.
- Giacomo. El texto secreto de Joyce.

Romane
- Ángeles de vidrio. Novela. 1988.
- Bloyd. Novela. 1984.
- Frescos de amor. Novela. 1995.
- Pretexto Mozart. Novela. 2004.
- Repetir la cacería. Novela. 2003.
- La tercera mitad. Novela. 1988.
- Verano rojo. Novela. 1997.

| Personendaten    | Personendaten                                         |
| ---------------- | ----------------------------------------------------- |
| NAME             | Heer, Liliana                                         |
| KURZBESCHREIBUNG | argentinische Psychoanalytikerin und Schriftstellerin |
| GEBURTSDATUM     | 1943                                                  |
| GEBURTSORT       | Esperanza (Santa Fe), Departamento Las Colonias       |